# Panchang
Panchang (Namensvarianten: Panchang Tero, Panchang Wharf Town, Panchang Sanchu Taba, Panchang Maka Gui) ist eine Ortschaft im westafrikanischen Staat Gambia.
Nach einer Berechnung für das Jahr 2013 leben dort etwa 1536 Einwohner, das Ergebnis der letzten veröffentlichten Volkszählung von 1993 betrug 1020.

## Geographie
Panchang, in der Central River Region im Distrikt Upper Saloum am nördlichen Ufer des Gambia-Flusses liegt an der North Bank Road, einer wichtigen Fernstraße von Gambia, zwischen Njau und Fass.